# Rina Kawaei
Rina Kawaei (川栄 李奈, Kawaei Rina) née le 12 février 1995 dans la préfecture de Kanagawa (Japon), est une actrice japonaise, membre du groupe d'idoles japonais AKB48 de 2010 à 2015.

## Filmographie sélective

### Cinéma
- 2016 : Death Note: Light Up the New World (デスノート Light up the NEW world, Desu Nōto Light up the NEW world?) de Shinsuke Sato
- 2017 : Ajin : Semi-humain (亜人, Ajin?) de Katsuyuki Motohiro
- 2018 : Pokémon, le film : Le pouvoir est en nous (劇場版 ポケットモンスター みんなの物語, Gekijō-ban Poketto Monsutā Minna no Monogatari?) de Tetsuo Yajima
- 2019 : Ride Your Wave (きみと、波にのれたら, Kimi to, nami ni noretara?) de Masaaki Yuasa

### Doublage
- 2017 : Les sœurs dans Kubo et l'Armure magique
- 2020 : 22 dans Soul